# EU-kritiska Centernätverket
EU-kritiska Centernätverket, var ett rikstäckande nätverk för EU-kritiska centerpartister i Sverige. Föreningen grundades på Birgitta Hambraeus initiativ inför folkomröstningen om EU-medlemskap i Sverige 1994.
År 2004 ändrades namnet från Centernej till EU till EU-kritiska Centernätverket för att markera att man inte aktivt drev frågan om ett utträde ur EU.
Landstingspolitikern Per Olov Blom var organisationens ordförande i samband med folkomröstningen. Förutom Hambraeus och Blom har även Carl-Henrik Arosenius och Sven Bergström varit ordförande. År 2000 blev före detta ledamoten av EU-parlamentet Hans Lindqvist ordförande.
Samma år riktade nätverket riktade kritik mot Centerpartiets val att ansluta sig till ELDR. Med tiden fick det en mer marginell ställning inom partiet. Inför EU-valet 2009 föreslog nomineringskommittén att inte placera Lindqvist på partiets lista, medan Bergström petades ned en placering av förtroenderådet.
Närverket är inte längre aktivt.